# Аштавакра

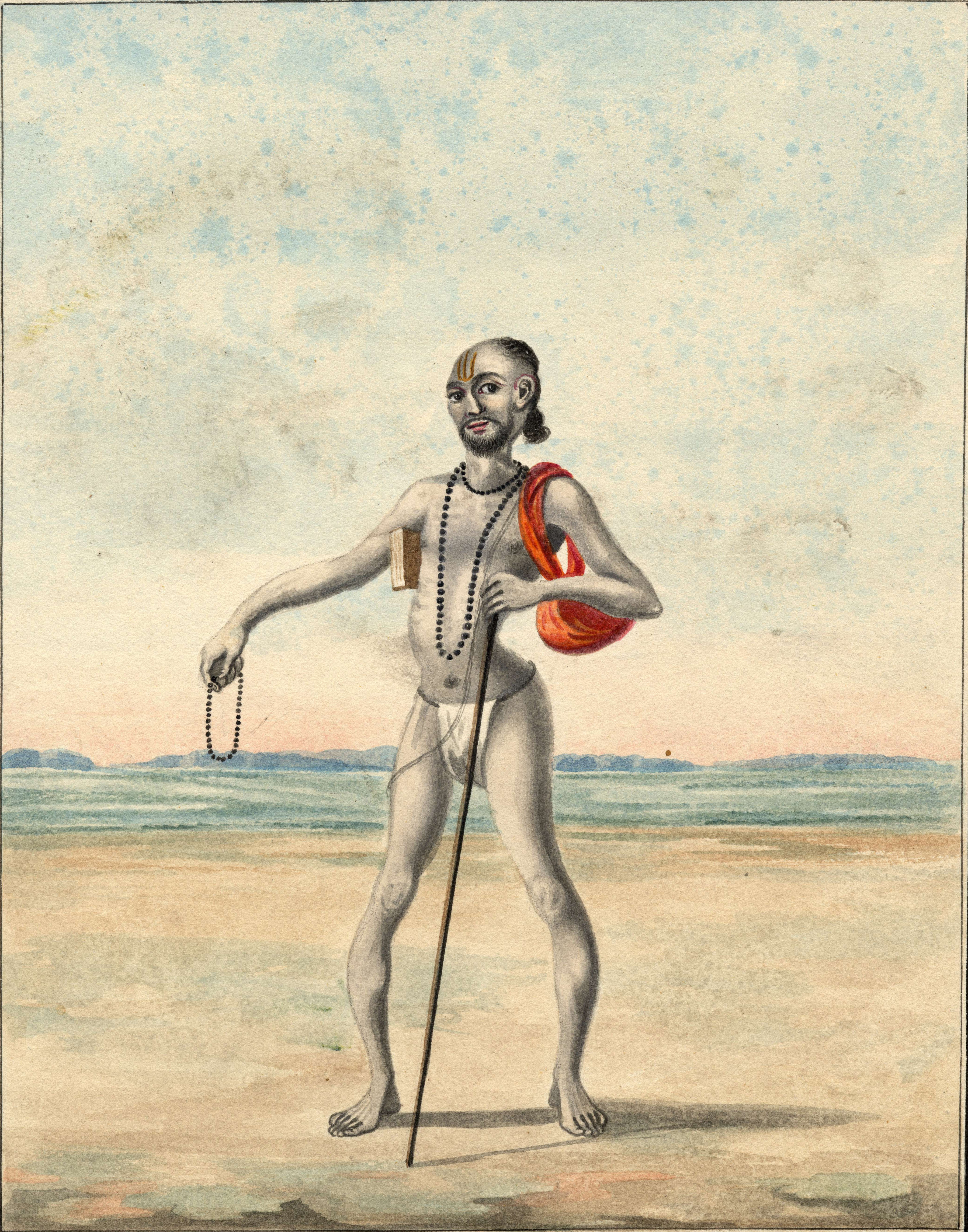

Аштавакра (санскр. अष्टावक्रः, IAST: aṣṭāvakra, «восьмикратно скрученный») — древний мудрец, упоминаемый в священных текстах индуизма, где он выступает наставником легендарного царя Митхилы по имени Джанака, а также одного из величайших ведийских мудрецов по имени Яджнавалкья. Подробное изложение легенды о жизни Аштавакры содержится в третьей книге Махабхараты – Араньякапарве. Он также упоминается в Рамаяне  и считается автором знаменитого ведантистского трактата под названием Аштавакрагита. Аштавакре посвящена написанная в 2009 году одноимённая поэма знаменитого индийского духовного учителя по имени Свами Рамбхадрачарья.

## В Махабхарате
В третьей книге Махабхараты изложение легенды об Аштиавакре занимает три главы (гл. 132-134 по критическому изданию в Пуне).
Во время тринадцатилетнего изгнания Пандавов, которое было ставкой в игре в кости Юдхиштхиры и Шакуни, к ним является наделённый великой духовной мощью святой мудрец Ломаша. По просьбе Юдхиштхиры он рассказывает историю Аштавакры.
Мудрец Уддалака (упоминаемый также в  упанишадах), однажды отдал свою дочь Суджату в жёны собственному ученику Каходе. Суджата зачала от него сына, и, будучи беременной, всегда посещала лекции своего отца,в совершенстве знающего священные писания. Младенец, пребывая ещё во чреве матери,внимательно слушал уроки, на которых его дед, а впоследствии и отец цитировали шлоки из священных писаний. Каждый раз, когда Каходой была допущена ошибка в произношении,младенец усиленно толкался в чреве матери. Так было восемь раз, и каждый раз Суджата говорила об этом своему мужу. В результате раздосадованный Кахода в сердцах сказал, что если это действительно так, то его сын родится с восемью недостатками, из-за чего тот впоследствии родился скрюченным в восьми местах и получил имя Аштавакра.Таким образом,вплоть до своего чудесного исцеления,мудрец впоследствии доказывал своим внешним видом, что истинная красота не наружная, а та, что кроется внутри, в сердце. 
Во время беременности Суджаты Кахода по её просьбе отправился за дарами к царю Джанаке. Там он вступил с Вандином в спор, где ставкой служила жизнь, и после проигрыша был утоплен. Уддалака посоветовал Суджате скрыть этот факт, что та и сделала. Однако в возрасте двенадцати лет Аштавакра случайно узнал от своего ровесника (и дяди по матери) Шветакету, что его отцом является не Уддалака, а Кахода. После того, как Аштавакра добился от матери правды, он предложил Шветакету отправиться вместе к Джанаке. Джанака сначала подверг Аштавакру испытаниям, заставив его решить сложные философские загадки.
После успешного прохождения испытаний Аштавакра вступил в интеллектуальное состязание с Вандином, из которого он, несмотря на свой юный возраст, вышел победителем. Вандин, подобно утопленным им брахманам, вступил в океанские воды, а Аштавакра вместе с дядей вернулся в свою обитель.